# 施宣宇
施宣宇（1974年7月2日—）是臺灣藝術家、陶藝家、雕塑家以及策展人，國際陶藝學會 International Academy of Ceramics藝術家，國立臺灣工藝研究發展中心工藝師，九座寮聯合事務所藝術總監。

## 簡歷
施宣宇，1974年出生於臺北。14歲時開始在陶藝工作室擔任助理，

18歲獲得首個陶藝創作獎項

1994年於台北畫廊舉辦首次個展
。
22歲時，成立「九座寮聯合事務所」工作室
。
1998年前往美國加州聖塔安娜藝術學院進行藝術學習
。
2009年及2011年，分別在第56屆及第57屆義大利法恩扎國際陶藝雙年展中，獲得眾議院議長特別榮譽獎

及立法委員特別榮譽獎。
2010年，獲國立臺灣工藝研究發展中心認證為「臺灣工藝之家」
。
2012年，受英國茶葉品牌唐寧委託，創作英國伊莉莎白二世登基鑽禧紀念（登基60週年）作品，並由英國在台辦事處代表 David Campbell 於紀念活動中致贈

。
2013年，成為聯合國教科文組織文化領域官方合作夥伴國際陶藝學院（International Academy of Ceramics）會員
。
2016年，受聘為建築設計公司PES Architects的藝術總顧問，參與中國福州海峽文化藝術中心（SCAC）歌劇院與音樂廳的藝術設計

。
2024年，擔任台灣國際苗栗柴燒陶瓷藝術博覽會策展人
。

## 評價
施宣宇利用繁複的紋飾、精密的造型以及豐富的色彩，創作材質多元包括陶瓷、金屬、琉璃、複合媒材。評論家莊秀玲認為，施宣宇的作品是透過拼貼、簡化與置換等表現手法，結合他熟練的技術所交織而成。
《臺灣現代陶藝發展史》一書將施宣宇的作品歸類為「前衛」與「文化批評」，創作以結合多元媒材的陶塑為主，強調符號與建築語彙融入作品，將陶藝的與後現代藝術的跨領域交相援引發揮，延伸素材的多元性:204,213,217

## 獲獎
- 2011年 『立法議院特別榮譽獎』第57屆義大利法恩扎國際陶藝雙年展、義大利[20]
- 2010年 『首獎』第三屆臺灣金壺獎、臺灣[21]
- 2009年 『眾議院議長特別榮譽獎』第56屆義大利法恩扎國際陶藝雙年展、義大利[22]
- 2003年 『首獎』第三屆台北陶藝獎、臺灣[23]
- 2002年 『首獎』第十六屆南瀛獎、臺灣[24]
- 2000年 『大英聯合王國特別榮譽』澳洲黃金海岸國際陶藝展、澳大利亞
- 2000年 『銀獎』第十四屆南瀛獎、臺灣[25]
- 1998年 『銀賞』第一屆陶瓷金鶯獎、臺灣
- 1992年 『銀賞』第一屆臺灣金陶獎、臺灣

## 收藏作品
- 2012年 『北辰之星』、白金漢宮、英國[26]
- 2007年 『女兒Sammy』、新北市立鶯歌陶瓷博物館、臺灣[27]
- 2007年 『飄蕩的記憶詩歌 Ⅳ』、岐阜縣多治見市政府、日本
- 2007年 『飄蕩的記憶詩歌 Ⅶ』、岐阜當代陶瓷美術館、日本
- 2006年 『芙蓉梵天軸』、國立歷史博物館、臺灣[28]
- 2006年 『伊娃之淚』、ZVMG Rangoon Wala中心、巴基斯坦
- 2003年 『制器規圜之漂流雙西塔』、新北市立鶯歌陶瓷博物館、臺灣[29]
- 2002年 『穹宇梭傳法則之天體膨脹論』、臺南市政府文化局、臺灣[30]
- 2000年 『共識妄想鳥瞰軸』、國立歷史博物館、臺灣[31]
- 1998年 『天體梭軌』、新北市立鶯歌陶瓷博物館、臺灣[32]
- 1992年 『窄門』、邱和成文教基金會、臺灣[33]

## 個展
- 2013年 『華紙瑤緘』、Art TAIPEI 台北藝術博覽會 / 日升月鴻藝術中心 Ever Harvest Art Gallery、臺灣[34]
- 2013年 『永恆詩歌』、新北市藝文中心、臺灣[35]
- 2011年 『XI -Xinhai』INCONTRI CON IL CINEMA ASIATICO 12、羅馬當代藝術博物館、義大利[36]
- 2011年 『後辛亥元年』、馬德里市政廳、西班牙[37]
- 2011年 『喜2』、法恩扎市政廳、義大利[38]
- 2010年 『丞』、Art TAIPEI 台北藝術博覽會 / 台北雲清藝術中心 Elsa Gallery 、臺灣[39]
- 2007年 『飄蕩的記憶詩歌十四首』、岐阜県現代陶藝美術館、日本
- 2004年 『制器規圜』、新北市立鶯歌陶瓷博物館、臺灣[40]
- 1999年 『御風瀚羽』、新竹敦煌藝術中心、臺灣[41]
- 1998年 『蒼穹脊索』、台北敦煌藝術中心、臺灣[42]
- 1994年 『調和波長』、台北敦煌藝術中心、臺灣[43]

## 聯展
- 2022年 『世界的形狀 Tangible World』國際陶藝雙年展、新北市立鶯歌陶磁博物館、臺灣[44]
- 2018年 『陶響世代 Ceramics Generations』IAC 國際陶藝展、新北市立鶯歌陶磁博物館、臺灣[45]
- 2014年 『Moving Objects移動的物件』IAC 國際陶藝展、都柏林城堡、愛爾蘭[46]
- 2013年 『第七屆京畿道國際陶藝雙年展』、江南大學、韓国
- 2012年 『跨世代薪傳件』上海國際藝術節，上海寶山國際民間藝術博物館，中國
- 2012年 『臺灣工藝精品展』國際藝術展、北京台灣會館、中國
- 2011年 『第57屆法恩扎陶藝雙年展』、法恩扎國際陶瓷博物館、義大利
- 2011年 『茶顏-臺灣．茶具．茶風景』國際陶藝展、駐洛杉磯台北經濟文化辦事處、美國
- 2011年 『茶顏-臺灣．茶具．茶風景』國際陶藝展、駐休士頓台北經濟文化辦事處、美國
- 2009年 『質地有聲-臺灣新生代』國際陶藝展、香港藝術中心、香港[47]
- 2009年 『第56屆法恩扎陶藝雙年展』、法恩扎國際陶瓷博物館、義大利
- 2009年 『藝術未來展』、東京國立新美術館、日本
- 2008年 『台湾特別展』安田陶藝節、安田文化中心、比利時
- 2008年 『空間像遊戲』陶藝展、新北市立鶯歌陶瓷博物館、臺灣[48]
- 2008年 『疆域的凝視』CERCO 國際當代陶藝雙年展、亞拉剛工藝文化中心、西班牙[49]
- 2008年 『藝器．造藝臺灣當代陶藝』北京奧運紀念展、中國美術館、中國[50]
- 2007年 『Asian Ceramic Delta Project』、岐阜県現代陶藝美術館、日本[51]
- 2007年 『Space “ON” 』陶藝展、岐阜縣立美術館、日本
- 2007年 『Asian Ceramic Delta Project』、新北市立鶯歌陶磁博物館、臺灣[51]
- 2006年 『Asian Ceramic Delta Project』、京畿陶藝博物館、韓国[51]
- 2006年 『FIVE 6』國際藝術展、VM 藝術中心、巴基斯坦[52]
- 2006年 『中華民國當代陶藝全國邀請展』、國立歷史博物館、臺灣[53]
- 2006年 『新食器時代』實用陶藝展、新北市立鶯歌陶磁博物館、臺灣[54]
- 2002年 『迷眩島嶼：藝欲超連結』國際創作展、高雄駁二芸術特区、臺灣[55]
- 2000年 『亞洲工藝展』國際創作聯展、福岡美術館、日本
- 2000年 『錯速』視訊裝置藝術展覽、華山1914文化創意産業園区、臺灣[56]
- 2000年 『朝生暮死』裝置展、游移美術館在竹圍、臺灣[57]
- 1998年 『臺灣陶藝展』、加州 R.S.C. 藝術中心、美國
- 1998年 『窯火相傳』臺灣陶瓷藝術發展30年特展、國立歷史博物館、臺灣[58]

## 公共藝術
- 2018年 『牡丹纏枝-中國白』、SCAC福州海峽文化藝術中心-音樂廳、PES-Architects、中國[59]
- 2018年 『茉莉折枝-無垠』、SCAC福州海峽文化藝術中心-歌劇院、PES-Architects、中國[60]
- 2012年 『百花』、香港半島酒店 、Sabrina Fung Fine Arts、香港[61]
- 2010年 『加官晉祿』、香港麗思卡爾頓酒店、Sabrina Fung Fine Arts、香港[62][63]

- 2009年 『王者之杖-1804』、三鶯之心空間芸術特別区、新北市政府文化局、臺灣[64]
- 2005年 『御風瀚羽』、方圓美術館、財團法人方圓藝術基金會、臺灣

## 國際駐村
- 2016年 『上海震旦博物館』、上海震旦博物館、中國
- 2011年 『馬德里市政廳』、國立臺灣工藝研究發展中心、西班牙
- 2007年 『岐阜縣多治見市』、岐阜市政府、日本
- 2006年 『VASL藝術中心』、英國三角藝術信託中心、巴基斯坦[65]
- 2006年 『ZVMG Rangoon Wala中心』、英國三角藝術信託中心、巴基斯坦
- 2001年 『安德森藝術中心』、中華民国行政院文化建設委員会、美國[66]
- 2001年 『紐約駐市藝術家』、中華民国行政院文化建設委員会、美國

## 國際拍賣
- 2011年 『北京嘉德 現當代陶瓷藝術-春季拍賣』、中國嘉德國際拍賣有限公司、中國
- 2010年 『北京嘉德 現當代陶瓷藝術-秋季拍賣』、中國嘉德國際拍賣有限公司、中國
- 2010年 『北京嘉德 現當代陶瓷藝術-春季拍賣』、中國嘉德國際拍賣有限公司、中國
- 2009年 『北京嘉德 現當代陶瓷藝術-秋季拍賣』、中國嘉德國際拍賣有限公司、中國
- 2009年 『北京嘉德 現當代陶瓷藝術-春季拍賣』、中國嘉德國際拍賣有限公司、中國
- 2009年 『上海泓盛 油畫/雕塑-藝術品拍賣』、中國泓盛國際拍賣有限公司、中國
- 2008年 『北京嘉德 現當代陶瓷藝術-秋季拍賣』、中國嘉德國際拍賣有限公司、中國
- 2008年 『北京嘉德 現當代陶瓷藝術-春季拍賣』、中國嘉德國際拍賣有限公司、中國[67]

## 相關書籍
- 呂佩怡, , 臺灣: 新北市立鶯歌陶瓷博物館, 2004年  [2024-10-15], ISBN 9570172800, （原始内容存档于2025-04-11）
- 新北市文化局局長 林倩綺, , 臺灣: 新北市政府文化局: 第4頁, 2013年  [2024-10-15], ISBN 9789860361810, （原始内容存档于2025-04-11）
- 曾堯生, , 臺灣: 大觀視覺顧問股份有限公司: 第79頁, 2010年
- 謝東山, , 臺灣: 台北縣鶯歌陶瓷博物館, 2005年  [2024-10-15], ISBN 9867487702, （原始内容存档于2025-04-11）

## 外部連結
- 國際陶藝學會 International Academy of Ceramics （页面存档备份，存于）
- 國立臺灣工藝研究發展中心
- 九座寮聯合事務所